# Marion Milner
Pour les articles homonymes, voir Milner et Blackett.
Nina Marion Milner Blackett est une psychanalyste, écrivaine et peintre britannique, née le 1er février 1900 à Londres et morte dans la même ville le 29 mai 1998.

## Biographie
Née dans une famille de scientifiques (son frère Patrick Blackett reçoit le Prix Nobel de physique en 1948), Marion Milner obtient un diplôme de psychologie à l'université de Londres, puis s'intéresse à l'éducation, publiant notamment un premier ouvrage intitulé The Human Problem in Schools (1938). Elle se marie à un avocat, Dennis Miller, et ils ont un fils. 
Elle reçoit comme cadeau d'anniversaire de ses 28 ans l'Introduction à la psychanalyse de Sigmund Freud, puis se forme comme psychanalyste dans les années 1940, réalisant une analyse avec Sylvia Payne, puis en 1943, avec Donald Winnicott et, tout en exerçant une activité de peintre, devient membre de la Société britannique de psychanalyse en 1943, où elle rejoint le Groupe des Indépendants. 
Elle a théorisé des idées proches de celles de Winnicott, avec qui elle dialoguait régulièrement, ainsi qu'avec Melanie Klein. Sa contribution à la théorie repose sur les liens primaires à la mère, le processus de séparation et celui de symbolisation qui complète et enrichit notamment les apports de Winnicott.
C'est également à elle que l'on doit le concept de medium malléable, singulière approche du médium thérapeutique qui sera par la suite développée par René Roussillon. 

### Ouvrages
- Les Mains du dieu vivant : compte rendu d'un traitement psychanalytique, trad Roger Lewinter, Gallimard, « Connaissance de l'inconscient », 1975  (ISBN 2-07-029095-6)
- L'Inconscient et la Peinture : une approche psychanalytique du dessin chez l'enfant et l'adulte, Presses universitaires de France, « Le Fil rouge », 1976
- La Folie refoulée des gens normaux : quarante-quatre années d'explorations psychanalytiques, Erès, « La Maison jaune », 2008  (ISBN 2-7492-0993-5)
- Rêver peindre, préface d'Anna Freud, Presses universitaires de France, « Le Fil rouge », 1999   (ISBN 2-13-050346-2)
- Une vie à soi, Gallimard, « Connaissance de l'inconscient », 1988  (ISBN 2-07-071312-1)